# 托利咪酮
托利咪酮（英語：Tolimidone，开发代号：CP-26154、MLR-1023）是一种有机化合物，分子式C11H10N2O2，由輝瑞公司的科学家研发，可刺激胃黏膜分泌，輝瑞公司曾计划将其开发为胃及十二指肠潰瘍药物，但因种种原因失败。